# 首領への道
首領への道（ドンへのみち）は、村上和彦の劇画「日本極道史『首領への道』」（竹書房）。それを原作として実写化された清水健太郎主演の日本のオリジナルビデオ（1998年 - 2005年）、ヤクザ映画（2003年）。外伝として白竜主演オリジナルビデオ『首領への道 外伝 白虎会見参』（2004年）が製作、リリースされている。

## 概要
オリジナルビデオ1巻1998年5月21日発売から本編25本・劇場版2本・外伝1本の全28本が製作され、主演の清水健太郎とその弟分（後に子分）を演じた白竜の演技が評価され、「極道のバイブル」と称される人気を得て劇場版まで制作された。劇場版は第二部まであり、ストーリーは本編と変わらないがキャスト等が異なる。作中の盃の儀式のシーンでは、原作者の村上和彦が媒酌人役として登場することが多い。
清水健太郎の4度目の逮捕により25巻目の完結編（2005年11月25日リリース）で完結している。
なお後に同じく村上和彦原作で『新・首領への道』（主演：小沢仁志）が制作されているが本作とストーリー上の関係はない。

## オリジナルビデオ版ストーリー
大阪の島田組三代目組長・桜井鉄太郎（清水健太郎）と、舎弟を自ら返上し子分となった白虎会二代目会長・越智俊英（白竜）の、日本のヤクザの首領へのサクセスストーリー。
- 第1巻 島田組対白虎会
- 第2巻 島田組対辰野会
- 第3巻 島田組内部分裂 1（島田組対松岡連合会）
- 第4巻 島田組内部分裂 2
- 第5巻 島田組対金沢組 1（島田組対大徳組）
- 第6巻 島田組対金沢組 2
- 第7巻 島田組対金沢組 3
- 第8巻 島田組対金沢組 4
- 第9巻 大阪連合会 1 島田組対鯵倉組
- 第10巻 大阪連合会 2 島田組対鯵倉組
- 第11巻 大阪連合会対関東連合会 1
- 第12巻 大阪連合会対関東連合会 2
- 第13巻 導侠会対坂下連合会 1
- 第14巻 導侠会対坂下連合会 2
- 第15巻 武衆連合内部抗争 1
- 第16巻 武衆連合内部抗争 2
- 第17巻 竜道会対朝倉組
- 第18巻 朝倉組内部抗争
- 第19巻 極粋会（島田組稲垣組）対鈴善一家（大徳組）・関東連合会 1
- 第20巻 島田組内部抗争（反井波派）
- 第21巻 狭間組（島田組白虎会）対津田沼組（剛勇会） 1
- 第22巻 狭間組（島田組白虎会）対津田沼組（剛勇会） 2
- 第23巻 松角一家内部抗争
- 第24巻 島田組対関東連合（綱島組） 1
- 第25巻 島田組対関東連合（綱島組） 2

## 出演者（メイン）

### 大阪 十三 島田組
（カッコ内は登場話）
- 佐久間龍造：小林勝彦（1 - 3）…二代目組長。
- 成田正次：伊吹 剛（1）…若頭。
- 桜井鉄太郎：清水健太郎（1 - 24）…幹部→若頭補佐→若頭→三代目組長。
- 金沢慎市：中野英雄（1 - 8）…幹部→若頭補佐→三代目舎弟→絶縁処分。金沢組の項目を参照。
- 梶原一平：伊藤敏八（1 - 4）…若頭補佐→若頭代行→二代目舎弟頭。
- 広瀬辰男：水上保広（1 - 6、8 - 10）…若頭補佐→二代目舎弟→三代目舎弟頭。
- 藤井武市：橋本竹廣（1・2)・五王四郎（3 - 6、9・10）…若頭補佐→二代目舎弟→三代目舎弟。
- 北条宜忠：清水敬伸（1・2）本城丸裕（4）…幹部、北条組組長。
- 根来浩次：加藤英真（1・2、10）・櫻木健一（11 - 19）…組員→幹部→若頭→若頭代行。
- 高塚：？（1・2）…島田組幹部、高塚組組長。
- 川端：清水良統…（5・6）組員。金沢組へ移籍。
- 野口：木下ほうか（5・6）…組員。金沢組へ移籍。
- 塚本：五十嵐 明（5・6）…組員。
- 今西：池田勝志（5・6）…組員。
- 真柴：武井三二（9）…真柴組組長。
- 井波慎二：中野英雄（11 - 25）…幹部→若頭補佐。金沢組の項目を参照。
- 菊池：佐々木庸二（11 - 13）…組員。
- 安西：高橋義則（13）…幹部、安西組組長。
- 川村：？（13）…安西の舎弟。
- 稲垣左近：団 時朗（9・20）南条豊（23、完結編）…若頭補佐、稲垣組組長。
- 花本勝男：水上保広（20）…若頭補佐、花本組組長。
- 堀田：加藤正記（20 - 23）（複数役）…幹部。
- 早乙女伍郎：松尾勝人（21・22）・友金敏雄（完結編）…若頭補佐。
- 山本勝夫：伊吹 剛（23 - 完結編）（二役）…若頭補佐。山本組組長。
- 権堂：高山登美夫（完結編）（二役）…幹部。

### 白虎会
- 城崎虎男：五味龍太郎（1）…初代会長。
- 大津峰夫：田畑猛雄（1）…幹事長。
- 越智俊英：白竜（全25）…幹部→幹事長代行→幹事長→二代目会長、三代目島田組幹部→三代目島田組若頭。大阪連合会 副理事長。
- 辰村藤雄：山内勉（1）…幹部。辰村金融。
- 蜂谷悟：吉良浩一（1 - 8）…組員。→金沢の舎弟。
- 尾形克也：萩野崇（1 - 4）…組員。→金沢の舎弟。
- 宮迫純一：西村正樹（1）…組員で大津の舎弟。
- 金光健三：草川祐馬（2）…幹事長。
- 藤木武：？（2）…組員で幹事長金光の舎弟。
- 野村：中薗光博（3 - 6）…組員で主に越智の運転手・ボディーガード。
- 手咲：本田大輔（4 - 7、10、17 - 20、24）・中薗光博（完結編）…組員。主に越智・桜井の運転手。
- 藤森猛：沖田さとし（5 - 8）・武蔵拳（11 - 22、24、完結編）…幹事長代行→幹事長。※藤森が越智の舎弟となった経緯は『首領への道外伝 白虎会見参』で見ることが出来る。
- 黒磯：？（6） …幹部。
- 菊池：國本鐘建（7）…組員。
- 石丸：芳野史明（7）・國本鐘建（18 - 22、24、完結編）…組員。
- 芦田：大石昭弘（7）…組員。
- 名倉：吉田由一（17 - 22、24、完結編）…組員。
- ？：愛甲猛（21・22）
- 浜中正治：加納竜（24）…組員→米原支部長 浜中組組長。藤森の弟分。

### 金沢組
- 金沢慎市：中野英雄（1 - 8）…初代組長。十二年服役、出所し十三に事務所を開く。→横浜大徳組若頭・玉置の舎弟。
- 若林新造：不動産屋ゆうじ（4）なにわゆうじ（5 - 7）…網走刑務所内で金沢と盃を交わした舎弟。
- 南原金吾：中倉健太郎（5 - 8）・真勝國之（13 - 24）…網走刑務所内で金沢と盃を交わした舎弟（10年前に横浜大徳組から破門）。若頭。→横浜大徳組へ。
- 倉永但：西村泰輔（5 - 8、14、15）・森田浩司（17 - 22、24、完結編）…網走刑務所内で金沢と盃を交わした舎弟。幹部で事務局長。→横浜大徳組へ。
- 川端：清水良統（5・6）…元・桜井の舎弟。
- 野口：木下ほうか（5・6）…元・桜井の舎弟。
- 井波慎二：中野英雄（11 - 完結編）…二代目組長。三代目島田組幹部→若頭補佐。

### 三田村組
- 三田村常吉：高松英郎（1 - 12）…会長→引退後、三代目島田組最高顧問。
- 峰岸岩男：?（1・2）・加藤正記（5・9）・山口仁（11・12）…若頭→二代目組長。
- 高田：河本忠夫（9・10）…若頭補佐。
- 岩井豊和：？（12）…幹部。

### 中津川一家
- 藤村荘太郎：益富信孝（3 - 5、8 - 12）…二代目総長。11にて引退。
- 佐々木省吾：諸木淳郎（3 - 5・9）・星野晃（11）…若頭→三代目組長。

## 出演者（上記以外の組関係）
括弧内は組織の本拠地、登場話

### 第1話 - 第8話
辰野会（大阪、2）
- 辰野友春：伊吹太郎…会長。
- 桑島幹士：入江毅…若頭。
- 戸倉徹夫：深山義夫…幹部。
- 大森守：渡辺航…組員で戸倉の舎弟。
- 桑島悦子：斉藤絵里…若頭・桑島の妻。

松岡連合会（大阪、3・4）
- 松岡仙次：穂積隆信…会長。
- 橋詰：村田則男…幹事長。
- 草薙純一郎：鷲生功…幹事長代行。
- 松岡みゆき：斉藤理奈…松岡会長の娘で、幹事長代行・草薙の婚約者。

鶴吉組（大阪、4）
- 松野昇平：長谷川明男…二代目組長。

関東連合 横浜大徳組（横浜、5・6・7・8・14・19・完結編）
- 大田原徳治郎：入川保則・志賀圭二郎…組長。19でキャスト交代。
- 玉置俊策：片岡弘貴…若頭→二代目組長。
- 円城寺剛：谷口高史…若頭補佐。金沢組相談役に。
- 南原金吾：中倉健太郎・真勝國之…金沢組の項目を参照。
- 倉永但：西村泰輔・森田浩司…金沢組の項目を参照。
- クニモト：関根大学（8）…南原金吾の兄貴分（回想シーン）。
- 沖田雅実：？（19）…若頭補佐。

導侠会（名古屋、8ほか）
- 第9話 - 第18話の項目を参照のこと。

### 第9話 - 第18話
関東連合会（9・11・12・19）
- 綱島将蔵：下元年世・港雄一…顧問、綱島組組長。
- 段上玄：渡辺裕之…顧問、段上組組長。

その他
関東連合会 綱島組（東京、9・11・12・19・24・完結編）
- 綱島将蔵：下元年世（9）・港雄一（11-完結編）…組長。関東連合会長。
- 水本宏久：？…若頭。水本連合総裁。24で登場。

関東連合会 段上組（東京）
- 段上玄：渡辺裕之…組長。関東連合会顧問。
- 上原雅人：堀川亮（11・12）…幹部。

大阪連合会 鯵倉組（大阪、9・10）島田組傘下へ。
- 鯵倉金造：大木正司…組長。大阪連合会 理事長。
- 押川勝次：成瀬正孝…若頭。

大阪連合会 徳永組（大阪、9）
- 徳永（佐藤雅夫）…組長。

大阪連合会 柏木組（大阪・天満、9・10）
- 柏木充一郎：芦屋小雁…組長。
- 石塚幹夫：朝日完記…若頭。

多田組（千葉、11）
- 多田邦明：？…会長。

中丸一家（福岡、11・13・15・16・20）島田組傘下へ。
- 中丸剛史：三島康正…組長。
- 新道光彦：吉川銀二…若頭。11のみ役名は「新堂聡次」。
- 若松茂美：辻本聡（20のみ）…組員。

清流会（福岡、11・13・15・16・20）島田組傘下へ。
- ?（？）…会長。
- 若宮雄二：高山登美夫…若頭→二代目会長。
- 須藤健司：山口祥行…組員→幹部。11・15、16に出演。
- 前田孝明：池田勝志…若頭。15・16で出演。
- 松岡学：稲 健二…組員。15・16で出演。

島田組 白虎会 溝口組（12）島田組三次団体。白虎会傘下。
- 溝口孝矩：古井榮一…組長。
- 反町正巳：？…若頭。

関東連合会 坂下連合会（静岡、13・14）
- 坂下錠：片桐竜次…会長。
- 滝岡興介：？

坂下連合会 滝岡組（13・14）
- 滝岡興介：？…組長。
- 梅本昇：山口剛…若頭。
- 関口徹也：？…幹部。
- 大黒誠八：？…幹部。
- 大室誠：？…幹部。
- 相田公造：響大祐…組員。越智が重体時に面倒を見た看護婦の弟。

浅間組（14）
- 森田義明：倉一平…若頭。

導侠会（名古屋、8・13・14）島田組傘下へ
- 荒川辰造：久賀大雅（8）・夏夕介（13・14）…会長。
- 渡辺修：？…若頭。14より二代目会長。

俊堂組（名古屋、13・14）島田組傘下へ
- 俊堂鋭次：ガッツ石松…組長。
- 唐沢秀樹：岡崎二朗…若頭→二代目組長。
- 沢田俊幸：？…元組員。
- 松田：内田恵司…組員で唐沢の舎弟。

関東連合 横浜大徳組（横浜、14ほか）
- 第1話 - 第8話の項目を参照のこと。

武衆連合（佐賀、15・16）
- 佐竹富治郎：浜田雄史…七代目総長。
- 倉島菊男：木村栄…若頭→八代目総長。
- 韮崎勉：高岡健二…若頭代行。
- 塚本勝男：新藤栄作…若頭補佐。
- 安藤晋介：？…若頭補佐。
- 水田照雄：？…武衆連合塚本組幹部。
- 村木和也：？…組員。
- 塚本美砂：鶴田さやか…若頭補佐・塚本の妻で、七代目総長・佐竹の娘。

関東笹川一家（15）
- 笹川良明：？…組長。

朝倉組（17・18）
- 朝倉憲三：日高正人…組長。
- 赤羽三吉：山本昌平…舎弟頭、赤羽組組長。
- 中島芳則：小西博之…若頭。
- 三国徳一：水上竜士…若頭補佐。
- 宇佐見平蔵：遠藤憲一…若頭補佐。
- 佐野睦雄：西守正樹…若頭補佐→二代目組長。
- 田口俊明：加藤正記（複数役）…若頭補佐。
- 堂本広志：後藤一機…組員。
- 菅野良彦：？…組員
- ?：中薗光博…組員。中島の運転手。
- 光男：浜田学（18）…組員。宇佐見の子分。
- 丈二：三上大和（18）…組員。宇佐見の子分。

四国連合 竜道会（17・18）島田組傘下へ
- 池田茂造：下元年世（複数役）…会長。
- 大柴誠：上野淳…若頭。
- 相川俊平：？…二代目会長。18で登場。二代目より島田傘下。
- 坂本順平：？…組員。

塚越一家（17）
- 小川智也：中山弟吾朗…組員。

四国連合 伊勢組（17）
- 伊勢正太郎：小林勝彦…組長、四国連合会名誉顧問。

### 第19話 - 完結編
鈴善一家（東京、19）
- 八重垣伍郎：楠年明…三代目総長。
- 若鍋晴久：？…舎弟頭。
- 安藤明直：桐生康詩…若頭。
- 真鍋和照：倉一平…若頭補佐。
- 名護章二：？…若衆。

島田組 稲垣組 極粋会（東京、19）島田組三次団体。稲垣組傘下。
- 霧島惣治郎：堀田眞三…会長。
- 長持辰也：五王四郎…若頭。
- ？：西村正樹…組員。
- 江口：勝飛…組員。

関東連合 横浜大徳組（横浜、19ほか）
- 第1話 - 第8話の項目を参照のこと。

島田組 花本組（20）
- 花本勝男：水上保広…島田組の項目を参照のこと。
- 福島秀男：沖田さとし…若頭。

島田組 花本組 大阪手塚組（20）島田組三次団体。花本組傘下。
- 手塚弥一郎：？…組長。
- 貝谷晶：？…組員。
- 重光武雄：篠原さとし…客分。
- 君塚：河本タダオ…幹部、君塚組組長。

福岡上村組（福岡、20）
- 上村信太郎（山口仁）…組長。
- 西条孝一：？…若頭。
- 山東登：江原修…組員。

津田沼組（20）
- 津田沼文太：すわ親治…組長。
- 輝本亮：？…若頭。
- 京橋勝：鈴木雄大…組員。

剛友会（和歌山、20）
剛友会 菊田会（20）
- 藤木俊介：勝野賢三…三代目会長、剛勇会理事長。

中丸一家（20ほか）
- 第9話 - 第18話の項目を参照のこと。

清流会（20ほか）
- 第9話 - 第18話の項目を参照のこと。

島田組 白虎会 狭間組（21・22）島田組三次団体。白虎会傘下。
- 狭間光男：島田洋八…組長。
- 神崎三郎：ゆ〜とぴあ・ピース…舎弟頭→組長代行。
- 貝谷太郎：杉山和史
- 長谷川一之：？…若頭。
- 蓮村元：高橋和興…若頭補佐。
- 並木武弘：？…若頭補佐。並木組組長。
- 尾藤隆：勝飛…組員。
- 柴守 彰：？（22）…幹部。

島田組 白虎会 狭間組 蓮村組（22）島田組四次団体。白虎会狭間組傘下。
- 蓮村元：高橋和興…組長。
- 前田透：？…若頭。
- 門脇久典：？…若頭補佐。
- 梶秀雄：中薗光博…幹部。
- 香坂隆義：？（22）…幹部。
- 熊谷：？（22）…組員。益井組長を射殺。

剛勇会 中村組（和歌山、21・22）
- 中村清太郎：田畑猛雄…組長。
- 満田純一：荒木しげる…若頭補佐。
- 陣内清作：？（22）…若頭。

剛勇会 中村組 益井組（和歌山、21・22）
- 益井哲生：鴈龍太郎…組長。金沢と兄弟分。
- 若竹一男：赤松紘季…若頭。
- 相馬晋平：河本タダオ…幹部。
- 小野寺誠：稲健二…幹部。
- 富塚政夫：山下徹大…組員。金沢の隠し子。
- 曾根崎英明：？（22）…幹部。海南不動産社長。

砂文谷一家（22）
- 串木野宗道：？…七代目総長。

松角一家（呉、23）
- 柳町寛太郎：芦屋小雁…五代目総長。
- 木の倉泰三：峰岸徹…舎弟頭。
- 小峰拳次：清水昭博…幹部。岡山・小峰組組長。

松角一家 小峰組（岡山、23）松角一家二次団体。
- 小峰拳次：清水昭博…組長。
- 松本勇太：大槻博之…幹部。
- 名和広太：？…組員。

室井組（呉、23）
- 室井俊介：川地民夫…組長。
- 竹廣幸吉：石橋保…若頭、竹廣組組長。
- 茂田五郎：岡崎礼…竹廣の舎弟。竹廣組組員。
- ？：木村木…組員。

島田組 白虎会 飛鳥田組（24）島田組三次団体。白虎会傘下。
- 飛鳥田幸夫：？…組長。白虎会舎弟。

大和田一家（米原、24）
- 東野久志：下元年世（複数役）…七代目総長代行。
- 川西隆三：武井三二…幹部で川西組組長。三代目島田組若頭補佐・井波の舎弟に。
- 柄熊仁介：大和武士…幹部で柄熊組組長→飛鳥田組舎弟に、白虎会米原支部の看板あげた。

大和田一家 川西組（24）
- 笹森勘蔵：？…幹部。

## 出演者（一般者）

### 1 - 14
- 平川弘介：はりた照久（1）…平川染工社長で亜希子の父。
- 飯島：本田博太郎（全話）…通称「おやっさん」。大阪府警の刑事でマル暴。
- 小野寺圭：横須賀蓉美（1 - 4）…桜井・金沢行きつけの十三・スナック「圭」初代ママ。金沢の愛人。
- 平川亜希子：沢木麻美（1 - 8）…平川染工の娘。十三・スナック「圭」二代目ママ。
- ヤマシロ：石倉英彦（5）…熊井建設。熊井組代貸。
- アケミ（8）…南原金吾の女。
- 鳥居半造：藤田まこと（9・10）…三田村が放った刺客で殺し屋。
- ショウ：樋渡宏嗣（9・10）…鰺倉組・押川が雇った中国人スパイ。
- 吉田：小宮孝泰（11）…光デパート社長。
- 篠崎：唐沢民賢（11）…光デパート専務。
- 木暮：松田ケイジ（11）…関東連合に雇われているヒットマンで元・刑事。
- 柿沢：野口雅弘（11）…柿沢金融社長。三田村組のフロント企業。
- 刑事：清水良統（11）（二役）…府警本部刑事。
- 浦井友視：ジョニー大倉（12）…段上が雇った私立探偵。井波の実態を調べる。
- 熊倉一平：宝田明（12）…経世協会理事。
- 石山元介：森羅万象（12）…石山不動産社長。
- 津山秀和：？（12）…紅花商事会長。
- 田村勲夫：石山雄大（12）…紅花商事社長。
- 光元喜久夫：影山英俊…（12）光和銀行部長で、井波の上司。
- 青山修二：渡辺航（12・13）…光和銀行員で、井波の部下。
- 酒井敏夫：偉藤康次（12・13）…東栄リース主任。青山の友人。
- 相田：岡安由美子（13・14）…看護師。滝岡組・相田公造の姉。
- 園田茜：？（13・14）…日本経世新聞記者で井波の大学時代の友人。
- 黒岩茂：石田信之（13・14）…黒岩コンツェルン社長。
- ？：谷本一（13・14）…黒岩コンツェルン専務。
- ？：窪園純一（13・14）…黒岩コンツェルン幹部。
- 真玉清志：谷津勲（13・14）…右翼団体大日本同志会会長。フィクサー的存在。
- 村雨弘保：真鍋敏（13・14）…民政党幹事長一秘書。
- 大野恵三：石橋雅史（14）…民政党幹事長。
- ？：山口幸晴（9・17・18・20・22・23）…賭場のシーンでほぼ出演している人。

### 15 - 完結編
- 石黒文雄：田渕岩夫（15）…鳴海金融社長。
- 仙石敦：？（15）…首都移転計画推進委員理事。
- 篠原武実：田畑猛雄（16）…黒潮観光開発社長。
- 日下部伍郎：？（16）…元・鰺倉組組員。
- 山城信二郎：西園寺章雄（17）…広島シティーバンク理事。
- 坂本沙織：寺田千穂（17、完結編）…旅館の仲居で、竜道会・坂本の妻。
- 金城光明：漢山（18）…金城貿易社長で兵器ブローカー。
- ジェームス：マイケル・パボーニ（18）…米軍兵士。
- 宇佐見久美：森麻衣子（18）…宇佐見の妻で、宇佐見の経営する居酒屋「冠太」の女将。
- 中島節子：芥川貴子（18）…中島の妻。
- 矢崎定雄：？（20）…矢崎商事社長。
- 丸山宏明：宗近晴見（20）…山王信用金庫理事長。
- 萩野静男：？（20）…山王信用金庫融資部長。
- 竹廣：中村由真（23）…室井組・竹廣幸吉の妹。
- ？：平井三智栄（23）…室井組・茂田五郎の女。
- ヤスコ：（24）…白虎会組員・浜中正治の女→三代目島田組若頭補佐・山本勝夫の女。
- 浜中文吉：？（24）…元・白虎会幹部で、白虎会・浜中正治の父親。
- 宮窪幸男：藤タカシ（完結編）…旅人。白虎会・浜中正治とは刑務所内での知り合い。
- 峻堂孝彦：？（完結編）…関西弘済会病院外科部長。越智の手術を担当。闇医者。

## オリジナルビデオ版スタッフ
- 監督：石原興（1-2・4-8・10・16・19）津島勝（3・9・17-18・20-23）南部英夫（11-15）高田拓土彦（25）
- 脚本：原田聡明（1-6）村上和彦・原田聡明（7-10）高田拓土彦（11-14）高田拓土彦・村上和彦（15・16）高田拓土彦（17-25）
- 音楽：ミュージックデザイン、出川史郎
- キャスティングプロデューサー：片岡公生、田辺博之、藤原裕之、TOSHI、辰巳圭太
- 撮影：江原祥二、藤原三郎、渡辺伸二、満井但彦、渡辺純一、渡邊伸二
- 照明：常田良男、中島利男、土野宏志、林利夫、石丸隆一、豊浦清山
- 録音：岡崎敏夫、広瀬浩一、中路豊隆、沼田和夫、辻井一郎、広瀬浩一、河合博幸
- 装飾：鎌田康男、木下保、中込秀志、船木博志・上島明子、船木博志、小田忍
- 編集：園井弘一、金子尚樹
- 効果：上床隆幸、藤原誠、浦畑将、丹雄二
- 調音：鈴木信一、上床隆幸
- 製作総指揮：中条きよし（1-3・5・7）中島仁（16-19）
- 製作：ミナミ十吾・中島仁（1-10）北側雅司・中島仁（11-16）中島仁（17-25）
- 制作：ミュージアム・ピクチャーズ
- 制作協力：エクセレントフィルム
- 製作協力：松竹京都映画、ブーム
- 製作：ミュージアム / GPミュージアム、ミュージアム・ピクチャーズ / GPミュージアム

## オリジナルビデオ版リリース
| タイトル          | ジャケットコピー                                                  | 発売日         |
| ----------------- | ----------------------------------------------------------------- | -------------- |
| 首領への道        | 一門一党に首領は二人いらんのや!                                   | 1998年5月21日  |
| 首領への道2       | 殺らな、殺られるのが極道の戦争じゃ!!                              | 1998年7月21日  |
| 首領への道3       | 極道やったら、首領と呼ばれる親分になってみい!                     | 1998年9月21日  |
| 首領への道4       | おのれら、ワシを甘うみるなよ!                                     | 1998年11月21日 |
| 首領への道5       | お前らの命、このワシに預けてくれぃ!!                              | 1999年2月21日  |
| 首領への道6       | 極道の盃いうんは、ハンパなもんとはちがうんじゃい!                 | 1999年5月21日  |
| 首領への道7       | 極道が生き残るには、中途半端な人情が命取りになるんや!             | 1999年8月21日  |
| 首領への道8       | ”兄弟”その言葉をワシは聞きたかったんや…                           | 1999年11月21日 |
| 首領への道9       | 屍を越えて続く、首領への道。                                      | 2000年1月21日  |
| 首領への道10      | 桜井鉄太郎に拳銃向けた者が、どないな事になるか知っとるはずやなッ! | 2000年4月21日  |
| 首領への道11      | この場でお前の命ァ、ワシが貰ろうても文句はないはずやな!!          | 2000年7月21日  |
| 首領への道12      | 極道は、吐いた唾は飲まれへんのや!                                 | 2000年12月21日 |
| 首領への道13      | 今、命果てるとも、露ほどの悔い有りや、極道の本懐ここにあり!!      | 2001年1月21日  |
| 首領への道14      | 極道は貫目がもの言うんじゃ!                                       | 2001年3月21日  |
| 首領への道15      | 仁義に生きてこそ極道ぞ!!                                          | 2001年6月21日  |
| 首領への道16      | 身の死するを恐れず、ただ心の死するを恐るるなり…                   | 2001年9月21日  |
| 首領への道17      | 我が魂を昇華するは”義”のみ!!                                      | 2002年1月25日  |
| 首領への道18      | 道なき道も、それも侠道                                            | 2002年5月25日  |
| 首領への道19      | 親分、これが最後の親孝行じゃ!!                                    | 2002年9月25日  |
| 首領への道20      | 極道は職業やない。オノレ自身の生き様や──                          | 2002年12月25日 |
| 首領への道21      | 親分に捧げたこの命、尽きて死するも侠(おとこ)の運命──              | 2003年3月25日  |
| 首領への道22      | 極道が命を賭けて守るべきものは、代紋と縄張りや!                   | 2003年8月25日  |
| 首領への道23      | 極道の頂点へ──前人未到の侠道。                                    | 2004年9月25日  |
| 首領への道24      | 日本一の首領へ。進むべきは地獄道──                                | 2005年8月25日  |
| 首領への道 完結編 | なし                                                              | 2005年11月25日 |

## 劇場版 首領への道 前編・後編
2003年3月1日公開。劇場公開時は1本であったが、DVD・ビデオリリース時に『劇場版 首領への道 前編・後編』として2本に分割された。前編はオリジナルビデオ版の第1話、後編はオリジナルビデオ版の第2話のリメイク。キャストはオリジナルビデオ版とは異なる。ストーリーはほぼ同じだが、話の流れや役名が若干変わっている。
 劇場版 首領への道（前編）ストーリー 
- 大阪・十三。島田組が十三に開帳した賭場に警察の手入れが入った。桜井（清水健太郎）と金沢（中野英雄）は、背後に島田組と敵対する白虎会がいることを知る。二人は白虎会幹事長・大津（橋本真也）を呼び出してその命を奪うが、その際金沢は撃たれ負傷する。すべての罪を一人でかぶって12年の刑に服すこととなる。白虎会会長・城崎（本郷功次郎）は密告という卑怯な行為が理由の抗争はできない、と三田村組会長（小林旭）に仲裁を依頼するが、島田組若頭・成田（力也）が大津の手下の組員に射殺され死亡した。手打ちは流れ、両組は一触即発の対立を深めていく……。（DVDパッケージより引用）

 劇場版 首領への道（後編）ストーリー 
- 桜井（清水健太郎）の命を狙うものは必ず死ぬ……越智の非情な宣言により、島田組二代目佐久間（小林勝彦）の舎弟達は若頭・桜井（白竜）に対する反感を強めていた。そして、佐久間の病死を期に遂に島田組内部分裂の危機が訪れようとしていた。桜井・越智を排除すべく行動を起こし始めた島田組舎弟頭・梶原（火野正平）。島田組三代目組長をめぐる跡目争いは三田村組と松岡連合をも巻き込み、血で血を洗う抗争へと発展していく。首領への道を歩き出した桜井の行く手には修羅の世界が待ち受けていた……。（DVDパッケージより引用）

### 劇場版 首領への道 出演者
島田組
- 佐久間龍造：小林勝彦…二代目組長。
- 成田正次：力也…若頭。
- 梶原一平：火野正平…舎弟頭。
- 広瀬辰男：岡崎二朗…若頭。
- 藤井武市：渡辺裕之…幹部。
- 桜井鉄太郎：清水健太郎…幹部。
- 金沢慎市：中野英雄…幹部。
- 北条忍：高山登美男…幹部。
- 野川勝也：ジョニー大倉…幹部。
- 根来浩次：金山一彦…組員。
- 小野寺喜一：鈴木雄大…組員。
- 溝口勝：和泉元彌…組員(ヒットマン)。

白虎会
- 城崎虎男：本郷功次郎…会長。
- 大津峰夫：橋本真也…幹事長。
- 越智俊英：白竜…幹事長補佐。
- 金光健三：武蔵拳…幹部。
- 篠原：吉川銀二…幹部。
- 永渕：國本鐘建…幹部。
- 犬飼：大沢樹生…組員。

三田村組
- 三田村常吉：小林旭…組長。
- 田代：真勝國之…幹部。

中津川組
- 藤村荘太郎：八名信夫…二代目組長。
- 佐々木省吾：愛甲猛…若頭。

大森組
- 大森徳三：村上竜司…組長。

辰野会
- 辰野友春：山本昌平…会長。
- 桑島幹士：峰岸徹…若頭。
- 大森守：岡崎礼…組員。
- 相馬：布川敏和…桑島の舎弟。

松岡連合会
- 松岡仙次：堀田眞三…会長。
- ?：森田浩司…組員。

その他
- 平川弘介：島田洋八…平川鉄工社長。
- 警官：ゆ〜とぴあ・ピース…警官。
- 伊吹刑事：高橋和興…府警本部刑事。
- 飯島刑事：本田博太郎…府警4課刑事。
- 山村藤雄：三島康正…大津の舎弟、山村金融。
- 若林新造：なにわゆうじ…金沢の舎弟。
- 桑島悦子：鶴田さやか
- 媒酌人(手打ち式)：村上和彦

### 劇場版 スタッフ
- 監督：石原興
- 製作総指揮：村上和彦
- 製作：佐藤三郎
- 企画：村上劇画プロ
- 脚本：大津一瑯、高田拓土彦
- プロデューサー：田中政裕
- 撮影：なり・と
- 照明：土野宏志、豊浦清山
- 録音：河合博幸
- 美術：原田哲男、近藤成之
- 装飾：木下保
- 編集：園井弘一
- 調音：上床隆幸
- 効果：藤原誠
- 音楽：ミュージックデザイン
- 助監督：山本伊知郎
- 衣裳：松竹衣裳
- メイク：八木かつら
- ガンエフェクト：栩野幸知
- ナレーター：楠年明
- 題字：村上和彦
- 主題歌「それは愛」作詞・作曲：村上和彦 / 編曲：村上昇 / 唄：ライラックス(古関正巳・和泉順也）
- 製作：シュガーエンタープライズ
- 制作：村上劇画プロ
- 製作協力：松竹京都映画

### 劇場版 ソフトリリース
全2巻。
| タイトル                 | ジャケットコピー                   | 発売日                                |
| ------------------------ | ---------------------------------- | ------------------------------------- |
| 首領への道 劇場版        | 任侠のバイブル遂に映画化!          | VHS：2003年6月25日 DVD：2003年7月25日 |
| 首領への道 劇場版 第二部 | 「任侠のバイブル」に侠たち大集結!! | VHS・DVD：2003年7月25日               |

## 首領への道 外伝 白虎会見参
2004年12月25日発売のオリジナルビデオ。白竜主演。白虎会は総勢40名の頃で越智俊英が島田組・桜井鉄太郎と出会う前のストーリー。ここで、後に白虎会・幹事長となった藤森猛との出会いがある。

### ストーリー
大阪・ミナミ。越智が、まだ桜井に出会う前。小組織ながらも死の軍団と恐れられていた白虎会は、特攻隊長の幹部・越智を筆頭に、総勢四十の組員が縄張を荒らし始めた播州組と小競り合いを続けていた。真澄会会長・杉浦を仲裁に立てるが、話し合いも虚しく、この縄張争いは終りの見えない抗争へと突入していく。そんな中、播州組は遂に密告という汚い手を使い……。白虎会存続のため再び越智が動きだす。そして、越智と播州組安峰組若頭・藤森との出会い。ここから始まる「首領への道」。外伝でしか見ることのできない越智俊英がここに在る！（DVDパッケージより引用）

### 首領への道 外伝 白虎会見参 出演者
白虎会
- 城崎虎男：岡崎二朗…会長。
- 豊川作造：友金敏雄…最高顧問、豊川組組長。
- 大津峰夫：伊吹剛…幹事長。組員から‘カシラ’と呼ばれている。
- 早坂茂：伊丹幸雄…舎弟頭。
- 越智俊英：白竜…幹部。
- 山口健三：？…幹部。
- 菊地久規：宮村優…組員。
- 唐沢順一：國本鐘建…組員。
- 千葉孝之：高瀬秀司…組員。
- 仁科一平：岡崎礼…組員。
- 松崎祐也：？…組員。
- 安西：吉田由一…組員。

播州組
- 野際洋次：堀田眞三…二代目組長。
- 小森良三：藤タカシ…若頭。
- 深作幹生：大槻博之…若頭補佐。
- 湯山幸作：上野淳…若頭補佐。
- 九条八郎：木村木…幹部。
- 組員：森本武晴…組員。

播州組安峰組
- 安峰丈一郎：ゆ〜とぴあ・ピース…組長、播州組幹部。
- 藤森猛：武蔵拳…若頭。

真澄会（中立）
- 杉浦雅信：小林勝彦…会長。播州組後見人。

その他
- 権田規男：加勢大周…天王寺西署 マル暴。‘鬼の権田’。
- 中国マフィア：真勝國之…拳銃ブローカー。
- 中国マフィア：関口徹哉…拳銃ブローカー。

### 首領への道 外伝 白虎会見参 スタッフ
- 監督：高田拓土彦
- 製作：及川次雄（ヤ・ルゼ）
- 原作：村上和彦
- 企画プロデューサー：山本ほうゆう、渡来猛人
- プロデューサー：石井誠一郎、山本芳久
- 脚本：高田拓土彦、村上和彦
- ナレーター - 竹田雅則
- 音楽：遠藤浩二
- 撮影：満井坦彦
- 照明：野田友行
- 録音：沼田和夫
- 美術：山田和弘
- 編集：渡会清美
- VE：渡辺明彦
- 効果：渡辺基
- 助監督：吉田聡
- 疑闘：上野山浩、中瀬博文
- 題字：村上和彦
- 制作協力：ウィザードピクチャーズ
- 企画：制作：村上劇画プロ
- 製作：ヤ・ルゼ

### 首領への道 外伝 白虎会見参 ソフトリリース
全1巻。
| タイトル                   | ジャケットコピー              | 発売日                   |
| -------------------------- | ----------------------------- | ------------------------ |
| 首領への道 外伝 白虎会見参 | 目覚めし魂─貫く仁義と侠の絆。 | VHS・DVD：2004年12月25日 |